# Омега-код Элиаса
Омега-код Элиаса — это универсальный код для кодирования положительных целых чисел, разработанный Питером Элиасом.
Так же, как гамма- и дельта-код Элиаса, он приписывает к началу целого числа порядок его величины в универсальном коде. Однако, в отличие от двух других указанных кодов, омега-код рекурсивно кодирует префикс, именно поэтому он также известен, как рекурсивный код Элиаса.
Чтобы закодировать число:
1. Переписать группу нолей в конец представления.
2. Если число, которое требуется закодировать, — единица, стоп; если нет, добавить двоичное представление числа в качестве группы в начало представления.
3. Повторить предыдущий шаг, с количеством только что записанных цифр(бит), минус один, как с новым числом, которое следует закодировать.

Первые несколько кодов показаны ниже. Также дано так называемое предполагаемое распределение, описывающее распределение значений, для которых это кодирование выдаёт в результате код минимального размера (см.: универсальный код).
Начало кодирования:
| Число | Кодирование    | Предполагаемая вероятность |
| ----- | -------------- | -------------------------- |
| 1     | 0              | 1/2                        |
| 2     | 10 0           | 1/8                        |
| 3     | 11 0           | 1/8                        |
| 4     | 10 100 0       | 1/64                       |
| 5     | 10 101 0       | 1/64                       |
| 6     | 10 110 0       | 1/64                       |
| 7     | 10 111 0       | 1/64                       |
| 8     | 11 1000 0      | 1/128                      |
| 9     | 11 1001 0      | 1/128                      |
| 10    | 11 1010 0      | 1/128                      |
| 11    | 11 1011 0      | 1/128                      |
| 12    | 11 1100 0      | 1/128                      |
| 13    | 11 1101 0      | 1/128                      |
| 14    | 11 1110 0      | 1/128                      |
| 15    | 11 1111 0      | 1/128                      |
| 16    | 10 100 10000 0 | 1/2048                     |
| 17    | 10 100 10001 0 | 1/2048                     |
| …     |                |                            |

Алгоритм декодирования числа, представленного в омега-коде Элиаса:
1. Начать с переменной N, установленной в значение 1.
2. Считать первую «группу», следующую за остальными N разрядами, которая будет состоять либо из «0», либо из «1». Если она состоит из «0», это значит, что значение целого числа равно 1; если она начинается с «1», тогда N получает значение группы, которое интерпретируется как двоичное число.
3. Считывать каждую следующую группу; она будет состоять либо из «0», либо из «1», следующих за остальными N разрядами. Если группа равна «0», это значит, что значение целого числа равно N; если она начинается с «1», то N приобретает значение группы, интерпретируемой как двоичное число.

Омега-кодирование используется в приложениях, где самое большое кодируемое значение неизвестно заранее, или для сжатия данных, в которых маленькие значения встречаются намного чаще, чем большие.